# Chen Jiamin
Chen Jiamin, född 1 maj 1996, är en friidrottare från Kina. Hon deltog vid olympiska sommarspelen 2020.